# Bij verdiensten
Bij verdiensten is het 114de stripverhaal van De Kiekeboes. De reeks wordt getekend door striptekenaar Merho. Het album verscheen in augustus 2007.

## Verhaal
Het verhaal begint op 1 september en Konstantinopel moet terug naar school. Zijn nieuwe meester genaamd Hans is ook het lief van Fanny. Met de scheiding van de buren nog vers in het geheugen, hebben ook Marcel Kiekeboe en Charlotte Kiekeboe zo hun probleempjes. Kiekeboe zit volop in een midlifecrisis: hij koopt een motor en gaat stiekem op stap met de nieuwe secretaresse van Van de Kasseien.
Intussen is er een dievenbende opgedoken die wel een heel originele aanpak heeft: ze gebruiken een zwerm agressieve bijen om hun slachtoffers eerst te verdoven en ze daarna te bestelen. Voorlopig blijft het nog bij kleine overvallen, maar misschien is dit enkel als voorbereiding op de grote slag?

## Achtergronden bij het verhaal
- Het verhaal kan in verband worden gebracht met de woordspeling van het albumtitel: ofwel kan men het interpreteren als bijverdiensten ofwel als bij de heer/dame Verdiensten.